# Melvin Schwartz
Melvin Schwartz (New York, 2 november 1932 – Twin Falls, 28 augustus 2006) was een Amerikaans natuurkundige. Hij deelde in 1988 de Nobelprijs voor de Natuurkunde met Leon Lederman en Jack Steinberger voor hun ontwikkeling van de neutrinobundelmethode en hun demonstratie van de doubletstructuur van de leptonen door de ontdekking van het muon-neutrino.

## Biografie
Melvin Schwartz werd geboren in 1932 op het hoogtepunt van de Grote Depressie als zoon van Harry en Hannah Shulman Schwartz. Zijn interesse voor de natuurkunde ontstond op twaalfjarige leeftijd toen de Bronx High School of Science bezocht. Na de High School ging hij naar de Columbia-universiteit, waar hij in 1953 zijn bachelor (B.A.) wis- en natuurkunde behaalde. Datzelfde jaar (1953) huwde hij Marilyn Fenster, met wie hij later twee dochters, Diane en Betty Lynne, en een zoon, David, kreeg. In 1958 behaalde hij zijn doctoraat (Ph.D.) in de natuurkunde onder Jack Steinberger. Nobelprijswinnaar Isidor Isaac Rabi was toen hoofd van de fysica-faculteit. Aansluitend werd hij er assistent professor.
In 1960 werd hij benoemd tot associate professor en in 1963 gewoon hoogleraar. In 1966, na zeventien jaar verbonden te zijn aan Columbia, ging hij naar de Stanford-universiteit waar bij de SLAC juist een nieuwe 2-mijl lange deeltjesversneller gereed was gekomen.
In de jaren 1970 zegde hij de kernfysica vaarwel en werd hij de oprichter en president van Digital Pathways Inc, een computerbedrijf. In 1991 werd hij Associate Director van het High Energy and Nucleair Physics bij het Brookhaven National Laboratory (BNL). Tegelijkertijd keerde hij terug bij Columbia als hoogleraar natuurkunde. In 1994 werd hij er benoemd tot I.I. Rabi Professor of Physics, in 2000 ging hij met emeritaat. De laatste jaren van zijn leven bracht hij door in Ketchum (Idaho).

## Twee-neutrino-experiment
Begin jaren 1960 ging Schwartz op zoek naar een manier om neutrinowisselwerkingen bij hoge energieën te bestuderen. Het verval van pionen zou voldoende neutrino's kunnen opleveren om experimenteel te kunnen worden gebruikt. In een kort artikel zette hij in 1960 zijn ideeën uiteen.
Samen met zijn vroegere promotor Steinberger en Leon Lederman van BNL ontwikkelde hij het plan om een deeltjesversneller te gebruiken voor de generatie van een energierijke neutrinobundel. Omdat de bestaande versnellers niet krachtig genoeg waren om een neutrinobundel te creëren met voldoende intensiteit, werd besloten om hiervoor de nieuwe Alternating Gradient Synchrotron (AGS) van het BNL te gebruiken.
Met de AGS werden bundels protonen met een energie van 15 GeV afgeschoten op een trefplaatje van beryllium waarmee pionen worden gecreëerd. Deze pionen vielen na ongeveer twintig meter uiteen in energierijke muonen en neutrino's die de oorspronkelijke energie van het pion deelden. Om alle deeltjes behalve neutrino's tegen te houden werd gebruikgemaakt van een twaalf meter dikke barrière van staal, gemaakt van de pantserplaten van oude oorlogsschepen. De uitgefilterde neutrino's kwamen vervolgens terecht in een tien ton zware aluminium vonkenkamer.
Van de 100 biljoen neutrino's die de vonkenkamer passeerden werden er slechts 51 waargenomen, doordat ze lading oppikten als ze tegen een aluminiumkern botsten. Door de impact ontstaan namelijk nieuwe deeltjes waarvan de sporen gedetecteerd en gefotografeerd worden. In dat proces werden twee soorten neutrinobotsingen verwacht: een neutrino raakt een aluminiumkern, met als gevolg een muon en een aangeslagen kern of een neutrino raakt een kern, met als gevolg een elektron en een aangeslagen kern. De theorie was dat beide reacties in gelijke mate zouden optreden.
Het team ontdekte echter dat er uitsluitend muonen werden geproduceerd die, vanwege hun zwaardere massa, duidelijk onderscheidbaar waren van de elektronen. Doordat elk van deze botsing een muon liet zien en nooit een elektron, werd hiermee het experimentele bewijs geleverd dat er (op zijn minst) twee soorten neutrino's bestonden – een die verband hield met elektronen (elektron-neutrino's) en een die verband hield met muonen (muon-neutrino's). In 1975 werd door Martin Lewis Perl een derde generatie en zwaarste lepton ontdekt: het tauon of tau-lepton met het bijbehorende tau-neutrino deeltje.

## Werken
- Principles of Electrodynamics (1987)